# سنت-ارمنژیلد، کبک
سنت-ارمنژیلد (به فرانسوی: Saint-Herménégilde) شهری در منطقه شهری کوتیکوک ناحیه استری در استان کبک کانادا است. در سرشماری سال ۲۰۱۱ این شهر ۶۴۶ نفر جمعیت داشته‌است و مساحت آن ۱۶۹٫۹ کیلومتر مربع است.